# Martijn Breukelman
Martijn Breukelman (Hardenberg, 24 januari 1991) is een Nederlands politicus en bestuurder. Hij is lid van het CDA. Sinds 3 april 2024 is hij burgemeester van Hoogeveen.

## Hardenberg
Breukelman heeft bestuurskunde gestudeerd aan de Universiteit Twente en politiek bestuurlijk management in Tilburg. Hij was namens het CDA van 2010 tot 2018 gemeenteraadslid in Hardenberg, vanaf 2015 als fractievoorzitter. Van 2018 tot 2024 was hij er wethouder en 1e locoburgemeester en had hij ruimtelijke ontwikkeling (incl. Omgevingswet, verstedelijking en centrum-ontwikkeling), volkshuisvesting & wonen & bouwzaken, landbouw, beheer openbare ruimte, sport, kernenbeleid (incl. Fonds Maatschappelijke Initiatieven) en financiën in zijn portefeuille.
Breukelman was gebiedswethouder voor Bruchterveld, Ebbenbroek, Gramsbergen, Sibculo, Mariënberg, Buitengebied Gramsbergen, Slagharen, De Krim en Kloosterhaar. Hij vertegenwoordigde Hardenberg bij onder andere de EUREGIO, Enexis, de BNG Bank en het College van Arbeidszaken van de VNG. Daarnaast was hij trouwambtenaar in Hardenberg en Ommen. Op 21 maart 2024 nam hij afscheid van Hardenberg.

## Hoogeveen
Breukelman werd op 20 december 2023 door de gemeenteraad van Hoogeveen voorgedragen als nieuwe burgemeester.  Op 15 maart 2024 heeft de ministerraad besloten hem voor te dragen voor benoeming bij koninklijk besluit met ingang van 3 april van dat jaar. Op 3 april van dat jaar werd hij ook beëdigd. Hij kreeg veiligheid & handhaving, bestuur en internationale contacten in zijn portefeuille. Hij werd vertegenwoordiger van Hoogeveen bij onder andere de Veiligheidsregio Drenthe.

## Privéleven
Breukelman werd geboren en getogen in Hardenberg. Hij trouwde en kreeg een dochter. In zijn vrije tijd hield hij zich bezig met waterpolo en klussen. Hij las graag biografieën en levensverhalen.